# Nyesztor Joszifovics Cshatarasvili
Nyesztor Joszifovics Cshatarasvili, oroszul: Нестор Иосифович Чхатарашвили, (Tbiliszi, 1912. december 14. – 1993. augusztus 28.) szovjet-grúz labdarúgó, szovjet nemzetközi labdarúgó-játékvezető, edző, sportvezető.	

## Pályafutása

### Labdarúgóként
Alapfokú iskolai tanulmányai során, 14 évesen ismerkedett meg a labdarúgással. Labdarúgóként 1930-1934 között a ТССТ (Tbilisz) csapatában játszott. 1935-1940 között a SZK Lokomotivi Tbiliszi csapattal 1937-ben a Grúz SZSZK területi labdarúgó-bajnokságot nyert, 24 gólt rúgott. 1940-ben 13 gólt szerzett. Játékos pozíciója védő középpályás.

### Nemzeti játékvezetés
Nemzeti labdarúgó-szövetségének megfelelő játékvezető bizottsága minősítése alapján 1945-ben lett a Szovjet labdarúgó-bajnokság (Major League) játékvezetője. Küldési gyakorlat szerint rendszeres partbírói szolgálatot végzett. A nemzeti játékvezetéstől 1953-ban vonult vissza. Első ligás mérkőzéseinek száma: 38
Nemzeti kupamérkőzések
Vezetett kupadöntők száma: 1.
Szovjet labdarúgókupa
| Időpont           | Helyszín                | Mérkőzés típusa | Mérkőzés                                       | Eredmény | Nézők száma |
| ----------------- | ----------------------- | --------------- | ---------------------------------------------- | -------- | ----------- |
| 1953. október 10. | Dinamó Stadion, Moszkva | döntő           | FK Gyinamo Moszkva–PFK Krilja Szovetov Szamara | 1 – 0    | 65 000      |

### Nemzetközi játékvezetés
A Szovjet labdarúgó-szövetség Játékvezető Bizottsága (JB) terjesztette fel nemzetközi játékvezetőnek, a Nemzetközi Labdarúgó-szövetség (FIFA) 1950-től tartotta nyilván bírói keretében. Ebben a korban a meghívott (nemzeti JB által küldött) partbírók még nem tartoztak a FIFA JB keretébe. Több nemzetek közötti válogatott és klubmérkőzést vezetett, vagy működő társának partbíróként segített. A  nemzetközi játékvezetéstől 1953-ban búcsúzott.
Válogatott mérkőzéseinek száma: 1.
Olimpiai játékok
Az 1952. évi nyári olimpiai játékok labdarúgó tornáját, ahol a FIFA JB partbírói szolgálatra alkalmazta. A kor elvárása szerint az egyes számú partbíró játékvezetői sérülésnél átvette a mérkőzés vezetését. Partbíróként egy mérkőzésre 2. pozícióban kapott küldést.
| Időpont          | Helyszín                      | Mérkőzés típusa   | Mérkőzés            | Játékvezető        | Eredmény | Nézők száma |
| ---------------- | ----------------------------- | ----------------- | ------------------- | ------------------ | -------- | ----------- |
| 1952. július 23. | Pallokenttä Stadion, Helsinki | egyik negyeddöntő | Svédország–Ausztria | Vincenzo Orlandini | 3 – 1    | 10 000      |

### Sportvezetőként
Edzőként 1940-től szolgálta a szovjet és a grúz labdarúgást. Az SZK Dinamo Tbiliszi csapatával 1962-ben bajnoki aranyérmet nyertek. 1943-1958 között az OBO (kerületi tisztviselőket, Tbiliszi) csapatával a szovjet hadseregbajnokságban három (1945, 1946, 1947) bajnoki aranyérmet nyertek. 1946-ban lett az olimpiai válogatott edzője. 1968-1970 között a Grúz labdarúgó-válogatott mestere. 1976-1989 között a Grúz labdarúgó-szövetség JB elnöke. Sportvezetőként  fontos szerepet játszott a grúz labdarúgás fejlesztésében.

## Szakmai sikerek
A  Szovjet Labdarúgó-szövetség Játékvezető Bizottsága (JB) négy alkalommal (1949, 1950, 1951, 1953) az Év Játékvezetője címmel ismerte el felkészültségét. A JB 1959-ben és 1977-ben tiszteletbeli bírói címmel megerősítette szakmai elismerését. Edzőként 1960-ban és 1962-ben kapott elismerő címet.
Nyesztor Joszifovics Cshatarasvili